# Chicago Sting
Chicago Sting was een Amerikaanse voetbalclub uit Chicago. De club werd opgericht in 1975 en opgeheven in 1988. De thuiswedstrijden werden de laatste seizoenen gespeeld in het Rosemont Horizon gespeeld, dat plaats biedt aan 16.000 toeschouwers. Dit stadion is volledig overdekt. De clubkleuren waren geel-zwart.
De naam komt vanuit de gelijknamige speelfilm The Sting (1973), die zich afspeelde in Chicago uit de jaren dertig.

## Erelijst
- North American Soccer League

Winnaar (2): 1981, 1984

## Bekende (oud-)spelers
- Peter Ressel
- Dick Advocaat
- Willem van Hanegem
- Janusz Kowalik
- Paul Krumpe
- José Hermes Moreira
- Manuel Rojas

## Stadions

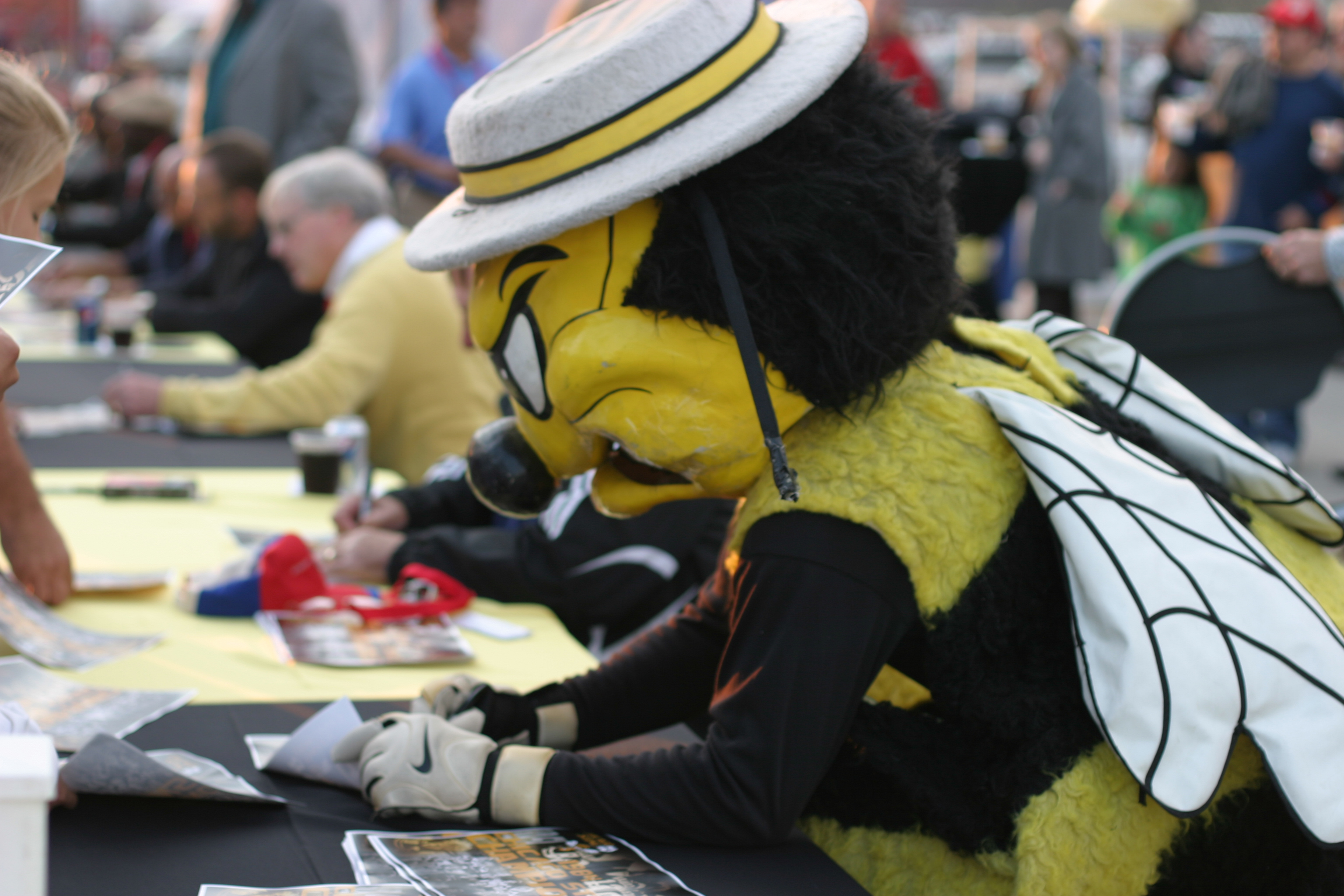
mascotte van Chicago Sting

| Seizoenen | Stadion          | Capaciteit      |
| --------- | ---------------- | --------------- |
| 1975-1976 | Soldier Field    | 55.000          |
| 1977-1982 | Wrigley Field    | 37.000          |
| 1984      | Wrigley Field    | 37.000          |
| 1980-1985 | Comiskey Park    | 45.000          |
| 1980-1988 | Chicago Stadium  | 17.317 (Indoor) |
| 1984-1988 | Rosemont Horizon | 16.000 (Indoor) |